# Vogesen-Rose
Die Vogesen-Rose (Rosa dumalis), auch Blaugrüne Rose oder Graugrüne Rose  genannt, ist eine Pflanzenart aus der Gattung Rosen (Rosa) innerhalb der Familie der Rosengewächse (Rosaceae). Sie ist in Europa weitverbreitet.

## Beschreibung

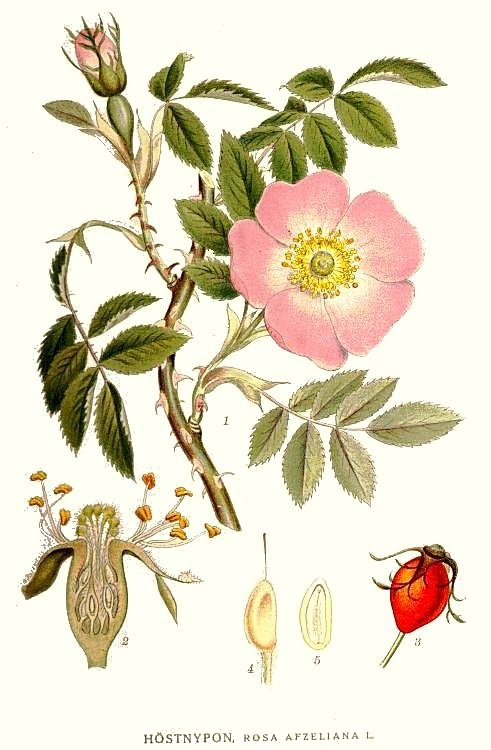
Illustration

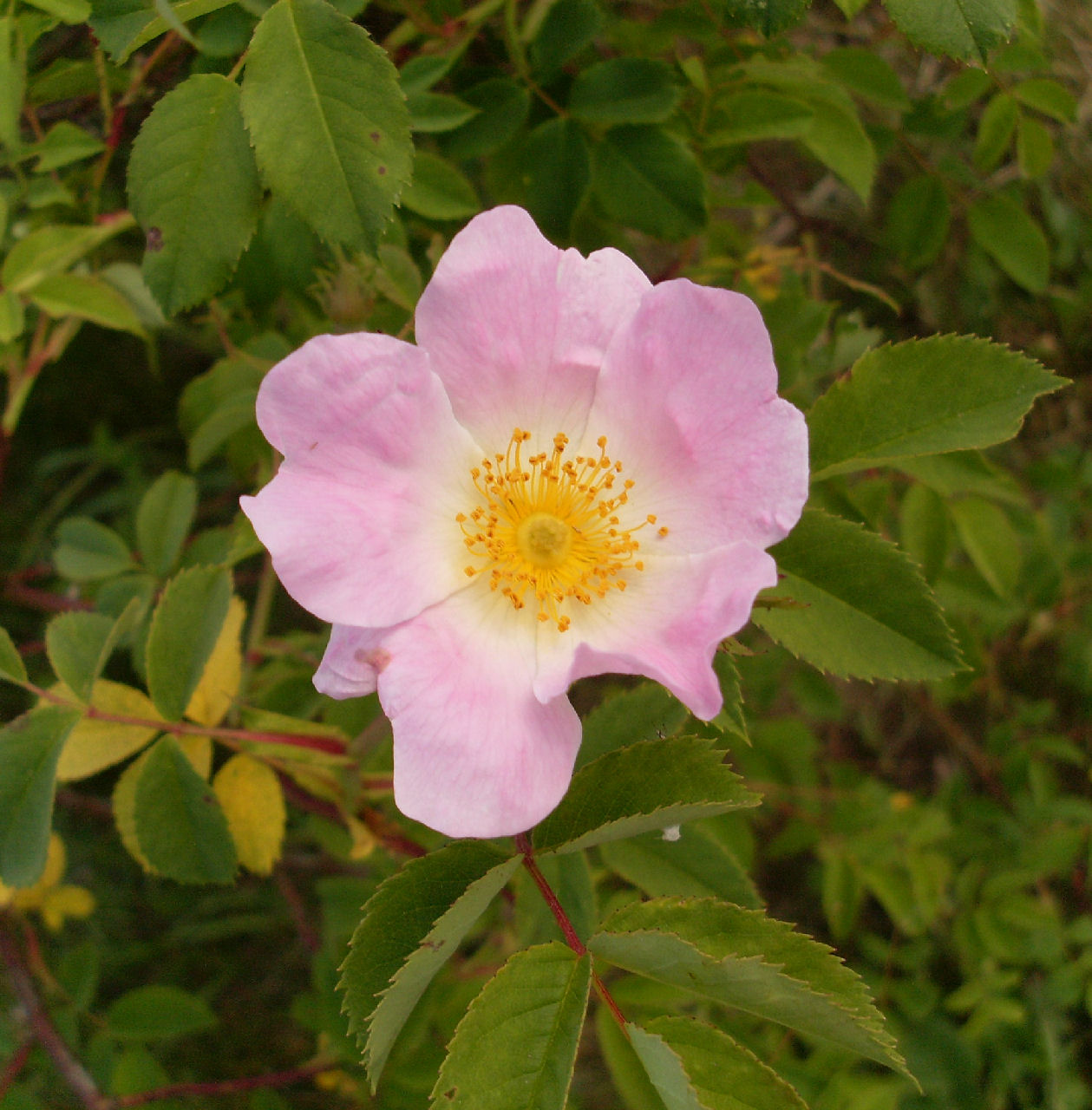
Radiärsymmetrische Blüte mit fünf rosafarbenen Kronblättern und vielen Staubblättern

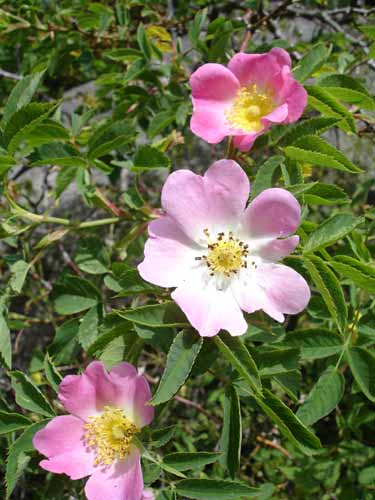
Laubblätter und Blüten

### Erscheinungsbild und Blatt
Die Vogesen-Rose wächst als gedrungener Strauch und erreicht Wuchshöhen von bis zu 2 Metern. Die Rinde der Zweige ist oft rötlich, bläulich bereift. Die Stacheln sind hakig gebogen und haben eine breite Basis.
Die wechselständig angeordneten Laubblätter sind unpaarig gefiedert mit fünf oder sieben dicht zusammenstehender Fiederblättchen. Die Fiederblättchen sind bei einer Länge von 2 bis 4 Zentimetern breit eiförmig bis rundlich mit spitzem oder stumpfem oberen Ende und scharf doppelt gesägten Rand. Die Fiederblättchen sind glänzend blaugrün, bläulich bereift und beiderseits kahl.

### Blüte und Frucht
Die Blütezeit reicht von Juni bis Juli. Die Blüten stehen einzeln oder zu vielen zusammen. Die relativ großen Tragblätter umhüllen die bis 1 Zentimeter langen, kahlen, unbewehrten Blütenstiele. Die duftenden, zwittrigen Blüten sind bei einem Durchmesser von 4 bis 5 Zentimetern radiärsymmetrisch und fünfzählig mit doppelter Blütenhülle. Die fünf relativ großen, laubartigen, gefiederten Kelchblätter sind grau behaart und nach der Anthese ausgebreitet bis aufgerichtet, meist einen langen Schopf auf der Hagebutte bildend und mehr oder weniger bleibend. Die fünf Kronblätter sind kräftig bis zart rosa und zur Mitte hin weiß. Es sind viele goldgelbe Staubblätter vorhanden. Die Griffel sind kurz und dicht wollig behaart. Der Griffelkanal ist 1,1 bis 2,5 Millimeter breit. Das mehr oder weniger wollig behaarte Narbenköpfchen ist breit und hutartig.
Der Fruchtstiel ist viel kürzer als die Hagebutte. Die bei Reife tiefroten Hagebutten sind bei einer Länge von bis 2 Zentimetern kugelig bis eiförmig und glatt oder drüsenborstig.
Die Chromosomenzahl beträgt 2n = 35.

## Systematik
Die Erstveröffentlichung von Rosa dumalis erfolgte 1810 durch Johann Matthäus Bechstein in Forstbotanik oder vollständige Naturgeschichte der deutschen Holzgewächse ..., S. 939. Selten wurde von Autoren Rosa dumalis zu Rosa canina gestellt. Es wurden einige Unterarten beschrieben, keine davon wird aktuell akzeptiert. Synonyme von Rosa dumalis Bechst. sind: Rosa canina subsp. dumalis (Bechst.) Arcang., Ozanonia reuteri (Reut.) Gand., Rosa acharii Billb., Rosa aciphylloides (Rouy) Sennen, Rosa alpiphila Arv.-Touv., Rosa asperifolia Borbás, Rosa blomii Lindstr., Rosa caballicensis Déségl., Rosa commutata Crép., Rosa complicata Gren., Rosa crepiniana Baker, Rosa crepinii Crép., Rosa delasoiei Lagger & Puget, Rosa discreta Crép., Rosa fugax Gren., Rosa glauca Loisel. non Pourr., Rosa glaucifolia Opiz, Rosa glaucophylla Winch nom. illeg., Rosa gravetii Formánek, Rosa haberiana Déségl., Rosa homologa Gren., Rosa implexa Gren., Rosa imponens Crép., Rosa innocua Crép., Rosa intricata Gren., Rosa kionae Heinr.Braun & Halácsy, Rosa lupulina Dubovik, Rosa macrodonta Boullu, Rosa malmundariensis Lej., Rosa martinii Gren., Rosa mayeri Heinr.Braun, Rosa patentiramea Crép., Rosa pseudomontana R.Keller, Rosa radiolifera Lindsst., Rosa recognita Rouy, Rosa reuteri Reut., Rosa slawodolica Heinr.Braun, Rosa stephanocarpa Déségl. & Ripart, Rosa subafzeliana Chrshan., Rosa subcristata Baker, Rosa transiens (Gren.) A.Kern., Rosa venosa Déségl. non Sw., Rosa vosagiaca N.H.F.Desp., Rosa afzeliana subsp. vosagiaca R.Keller & Gams, Rosa caesia subsp. glauca (Desv.) G.G.Graham & A.L.Primavesi, Rosa caesia subsp. glaucophylla Hesl.-Harr. nom. illeg., Rosa caesia subsp. vosagiaca (N.H.F.Desp.) D.H.Kent, Rosa canina subsp. acharii (Billb.) Nyman, Rosa canina subsp. glauca (Desv.) Čelak., Rosa canina subsp. virens (Wahlenb.) Šmite, Rosa communis subsp. glauca (Desv.) Rouy nom. illeg., Rosa coriifolia subsp. vosagiaca (N.H.F.Desp.) Dostál, Rosa dumalis subsp. afzeliana (Fr.) P.Fourn., Rosa glauca subsp. caballicensis (Déségl.) Arcang., Rosa glauca subsp. pseudomarsia (Burnat & Gremli) Arcang., Rosa glauca subsp. transiens (Gren.) M.Schulze, Rosa montana subsp. caballicensis (Déségl.) Nyman.
Rosa dumalis gehört zur Sektion Caninae aus der Untergattung Rosa in der Gattung Rosa.

## Vorkommen
Rosa dumalis kommt vor in montanen bis hochmontanen oder subalpinen Gebüschen, an Weg- und Waldrändern, an Lesesteinhaufen, in Hecken und in lichten Steinschuttwäldern. Sie ist eine Charakterart des Corylo-Rosetum vosagiacae aus dem Verband Berberidion.

## Verwendung
Die Wildrose Rosa dumalis wurde in Pillnitz zur Züchtung einer besonders vitaminreichen Hagebuttenrose, der Sorte 'PiRo 3' verwendet.
Rosa dumalis ist winterhart bis −35 °C (USDA-Zone 4).